# Dancer in the Dark
Dancer in the Dark er en dansk-svensk-fransk film fra 2000, skrevet og instrueret af Lars von Trier. Filmen, der er produceret af Zentropa, er en blanding mellem et drama, en krimi og en musical.

## Handling
Den tjekkiske emigrant Selma (Björk) er fabriksarbejder i en mindre amerikansk by, og centrum i hendes tilværelse er sønnen Gene. Hun er langsomt ved at blive blind, hvilket hun skjuler, mens hun sparer op for at få en øjenoperation.

## Medvirkende
I filmen medvirker følgende samt en række dansere:
- Björk Guðmundsdóttir - Selma
- Catherine Deneuve - Kathy
- David Morse - Bill Houston
- Peter Stormare - Jeff
- Joel Grey - Oldrich Novy
- Cara Seymour - Linda Houston
- Vladica Kostic - Gene, Selmas søn
- Jean-Marc Barr - Norman
- Vincent Paterson - Samuel
- Siobhan Fallon - Brenda
- Zeljko Ivanek - distriktsadvokat
- Udo Kier - dr. Pokorny
- Jens Albinus - Morty
- Reathel Bean - dommer
- Mette Berggreen - receptionist
- Lars Michael Dinesen - forsvarsadvokat / danser
- Katrine Falkenberg - Suzan / danser
- Michael Flessas - vred mand
- John Randolph Jones - detektiv
- Noah Lazarus - retsbetjent / danser
- Sheldon Litt - besøgende
- Andrew Lucre - retssekretær / danser
- John Martinus - formand / danser
- Luke Reilly - ny forsvarsadvokat
- T.J. Rizzo - Boris / danser
- Stellan Skarsgård - læge
- Sean-Michael Smith - mand i døren
- Paprika Steen - kvinde på natskift
- Eric Voge - betjent
- Nick Wolf - hætteklædt mand
- Timm Zimmermann - vagt / danser
- Thea Caroline Gambill - danser/barn

## Hæder
| Pris                      | Dato for ceremoni | Kategori                                 | Modtager(e)                                      | Resultat  | Ref(s) |
| ------------------------- | ----------------- | ---------------------------------------- | ------------------------------------------------ | --------- | ------ |
| Academy Awards            | 25 March 2001     | Best Original Song                       | "I've Seen It All" – Björk, Lars von Trier, Sjón | Nomineret | [ 4 ]  |
| Bodilprisen               | 2001              | Bedste danske film                       | Lars von Trier                                   | Nomineret | [ 5 ]  |
| Bodilprisen               | 2001              | Bedste kvindelige hovedrolle             | Björk                                            | Vundet    | [ 6 ]  |
| Cannes Film Festival      | May 2000          | Palme d'Or                               | Lars von Trier                                   | Vundet    | [ 7 ]  |
| Cannes Film Festival      | May 2000          | Best Actress                             | Björk                                            | Vundet    | [ 7 ]  |
| Césarprisen               | 24 February 2001  | Best Foreign Film                        | Lars von Trier                                   | Nomineret | [ 8 ]  |
| European Film Awards      | 2 December 2000   | Best Film                                | Lars von Trier                                   | Vundet    | [ 9 ]  |
| European Film Awards      | 2 December 2000   | Best Actress                             | Björk                                            | Vundet    | [ 9 ]  |
| European Film Awards      | 2 December 2000   | Best Director – People's Choice          | Lars von Trier                                   | Vundet    | [ 9 ]  |
| European Film Awards      | 2 December 2000   | Best Actress – People's Choice           | Björk                                            | Vundet    | [ 9 ]  |
| Independent Spirit Awards | March 2001        | Best Foreign Film                        | Lars von Trier                                   | Vundet    | [ 10 ] |
| Golden Globes             | 21 January 2001   | Best Actress in a Motion Picture – Drama | Björk                                            | Nomineret | [ 11 ] |
| Golden Globes             | 21 January 2001   | Best Original Song                       | "I've Seen It All" – Björk, Lars von Trier, Sjón | Nomineret | [ 11 ] |
| Goya Awards               | 2001              | Best European Film                       | Lars von Trier                                   | Vundet    | [ 12 ] |